# Melanagromyza biobioensis
Melanagromyza biobioensis är en tvåvingeart som beskrevs av Mitsuhiro Sasakawa 1994. Melanagromyza biobioensis ingår i släktet Melanagromyza och familjen minerarflugor. Inga underarter finns listade i Catalogue of Life.